# Kobi
Kobi – wieś w Gruzji, w regionie Mccheta-Mtianetia, w gminie Kazbegi. W 2014 roku liczyła 3 mieszkańców.